# Vicente Feola
Vicente Ítalo Feola (São Paulo, 20 de noviembre de 1909-São Paulo, 26 de noviembre de 1975) fue un entrenador de fútbol brasileño. Fue famoso por ser el seleccionador nacional con el que la selección brasileña ganó su primera Copa del Mundo en el Mundial de 1958.

## Biografía
De padres italianos, nació en São Paulo, donde también residió. Desde 1937, pasó por el São Paulo FC varias veces a lo largo de su carrera y ganó en dos ocasiones el Campeonato Paulista en 1948 y 1949. 
Fue seleccionador nacional de Brasil en 1958, Feola presentó a un Pelé de 17 años al mundo del fútbol, ganando la Copa Mundial en Suecia, siendo el primero y hasta ahora única vez que un equipo no europeo ha ganado un Mundial en suelo europeo. El equipo entrenó en Hindås en Suecia durante el torneo (en la foto). 
Más tarde, Feola fue nombrado entrenador del club argentino Boca Juniors durante 1961. Volvió como entrenador de la selección brasileña en el 1966 para la Copa Mundial de la FIFA de 1966. 
Bajo su mando, Brasil jugó 74 veces, habiendo ganado 55 partidos, empató 13 y perdió 6 veces. Murió en 1975, a los 65 años.

## Clubes
| Club                | País      | Año       |
| ------------------- | --------- | --------- |
| São Paulo FC        | Brasil    | 1937-1939 |
| São Paulo FC        | Brasil    | 1941-1942 |
| São Paulo FC        | Brasil    | 1947-1950 |
| São Paulo FC        | Brasil    | 1955-1956 |
| Selección brasileña | Brasil    | 1958      |
| São Paulo FC        | Brasil    | 1959      |
| Boca Juniors        | Argentina | 1961      |
| Selección brasileña | Brasil    | 1966      |

## Palmarés

### Clubes
- 2 Campeonato Paulista con São Paulo FC (1948, 1949)

### Internacional
- Campeón de la Copa Mundial de Fútbol de 1958 con la Selección de Brasil.

| Predecesor: Sepp Herberger 1954 | Entrenador campeón del Mundial de Fútbol 1958 | Sucesor: Aymoré Moreira 1962 |

- Datos: Q455593
- Multimedia: Vicente Ítalo Feola / Q455593